# Perseus Karlström
Perseus Karlström (født 2. maj 1990) er en svensk kapgænger.
Han deltog under Sommer-OL 2016 i Rio de Janeiro og Sommer-OL 2020 i Tokyo, foruden han også vandt bronze ved EM i atletik 2022 i München i 20 km kapgang.